# Phyllobrostis hartmanni
Phyllobrostis hartmanni là một loài bướm đêm thuộc họ Lyonetiidae. Nó được tìm thấy ở Thụy Sĩ, Pháp, Đức, Áo, Ý và Slovakia. Nó được liệt vào danh sách các loài có nguy cơ tuyệt chủng trong sách đỏ của Bavaria.
Sải cánh dài 6.5-7.2 mm đối với con đực và 7–8 mm đối với con cái.
Ấu trùng ăn Daphne alpina, Daphne cneorum và Daphne striata. Chúng ăn lá nơi chúng làm tổ.